# Квинт Меций Лет
Квинт Меций Лет (лат. Quintus Maecius Laetus) — римский государственный деятель первой половины III века.

## Биография
О происхождении Лета ничего неизвестно. Около 185 года он находился на должности куратора провинции Аравия Петрейская. По всей вдимости, принимал участие в парфянском походе Септимия Севера. В 200—203 годах Лет был префектом Египта. В 205 году он стал вместе с Эмилием Папинианом префектом преторианской гвардии, заменив на этом посту убитого Гая Фульвия Плавтиана. Лет занимал эту должность до 211 года. В 215 году он находился на посту ординарного консула вместе с Марком Мунацием Суллой Цериалом. Неизвестно, получил ли он консульство после дарования ему консульских знаков отличия или после возведения в консулярский ранг.
По всей видимости, Лет был фаворитом императора Каракаллы и другом Юлии Домны.